# Gioux
Gioux is een gemeente in het Franse departement Creuse (regio Nouvelle-Aquitaine) en telt 198 inwoners (1999). De plaats maakt deel uit van het arrondissement Aubusson.

## Geografie
De oppervlakte van Gioux bedraagt 35,7 km², de bevolkingsdichtheid is 5,5 inwoners per km².

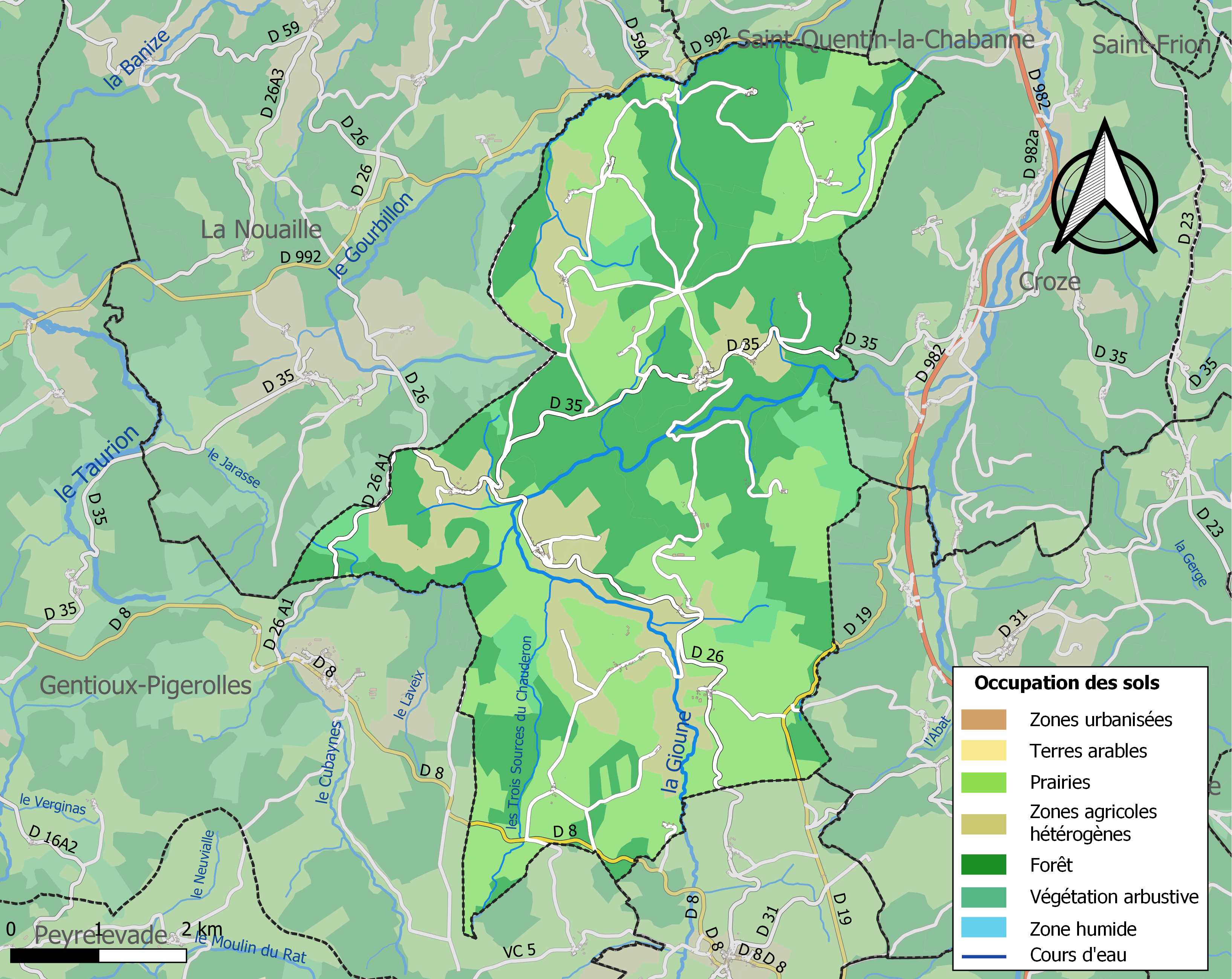
Kaart van de gemeente met de belangrijkste infrastructuur, bodemgebruik en omliggende gemeenten

## Demografie
Onderstaande figuur toont het verloop van het inwonertal (bron: INSEE-tellingen).